# 거진역
거진역(巨津驛)은 동해북부선의 폐역된 역이다.

## 같이 보기
- 동해북부선